# دنیای دیوانه دیوانه دیوانه
دنیای دیوانهٔ دیوانهٔ دیوانه نام پویانمایی ساختهٔ نورالدین زرین‌کلک در سال ۱۳۵۴ است.
این فیلم ۳۵ میلیمتری، سیاه و سفید است و ۳٫۵ دقیقه طول می‌کشد.
به گفته وب‌گاه زرین کلک این فیلم طنزیست مستقیم، محکوم‌کننده و سرزنده از دنیای سیاسی با بیانی در خور پویانمایی.

## خلاصه فیلمنامه
فیلم نمایی از یک نقشه‌ کره‌ زمین را به تصویر می‌کشد. با پخش آهنگ «سایکِه راک» (برگرفته از «مِس برای زمان حاضر» اثر پیِر آنری و میشل کولومبی)، قاره‌ها و جزایر یکی پس از دیگری جان می‌گیرند و به شکل حیوانات گوناگون درمی‌آیند (سگ، مرغ، خروس، موش و غیره) و شروع به نزاع با یکدیگر می‌کنند: پارس می‌کنند، واق واق می‌کنند، قارقار می‌کنند، غرش می‌کشند، به یکدیگر حمله می‌کنند، گاز می‌گیرند و یکدیگر را می‌بلعند، تا جایی که سراسر سیاره دچار آشوب می‌شود. با این حال، قاره‌ها در پایان موفق به آشتی با یکدیگر می‌شوند.

## جوایز
- ۱۹۷۶، جایزه بهترین فیلم‌نامهٔ جشنوارهٔ بین‌المللی فیلم سالونیک (یونان).
- ۱۹۷۶، لوح افتخار جشنوارهٔ بین‌المللی فیلم شیکاگو (آمریکا).
- ۱۹۷۶، جایزه نقره جشنوارهٔ بین‌المللی فیلم انیمیشن اسپینوزا (پرتغال).
- ۱۹۷۶، لوح سپاس جشنوارهٔ بین‌المللی فیلم قاهره (مصر).
- ۱۹۷۶، جایزه بهترین سناریو جشنوارهٔ بین‌المللی اوبرهاوزن (آلمان).
- ۱۹۷۶، گواهی افتخار جشنوارهٔ بین‌المللی فیلم پاریس (فرانسه).
- ۲۰۰۰، عنوان جواهر قرن (بیستم) از جشنوارهٔ بین‌المللی فیلم آنسی (فرانسه).